# Việt Đoàn
Việt Đoàn là một xã thuộc huyện Tiên Du, tỉnh Bắc Ninh, Việt Nam.
Xã Việt Đoàn có diện tích 8,46 km², dân số năm 2021 là 12.325 người, mật độ dân số đạt 1456,8 người/km².